# Garcinia lucida
Garcinia lucida là một loài thực vật có hoa trong họ Bứa. Loài này được Vesque mô tả khoa học đầu tiên năm 1893.

## Hình ảnh